# 黄钢
黄钢（1917年5月1日—1993年9月9日） ，笔名黑天，男，湖北武昌人，中国记者、报告文学作家，中国电影家协会书记处书记。